# Palmeirina
Palmeirina là một đô thị thuộc bang Pernambuco, Brasil. Đô thị này có diện tích 200,5 km², dân số năm 2007 là 8454 người, mật độ 42,16 người/km².